# Lovitură de berbec

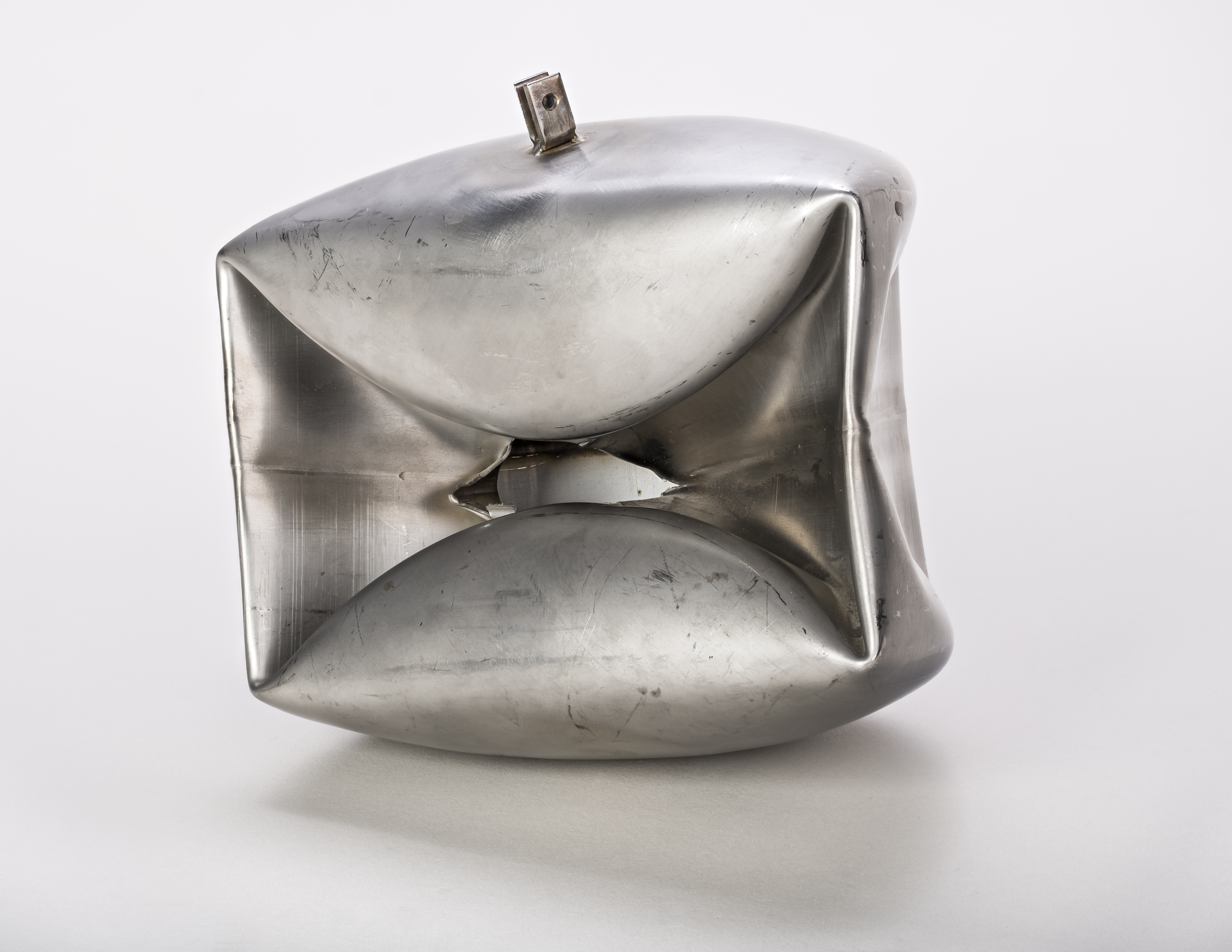
Effectul loviturii de berbec asupra unui plutitor

Lovitura de berbec este denumirea comună pentru șocul care apare la variația bruscă a presiunii într-un fluid  — de obicei un lichid, dar poate apărea și în gaze — variație care apare când fluidul în mișcare este forțat să se oprească sau să-și schimbe direcția brusc, adică la o variație bruscă a impulsului său. De obicei fenomenul apare la închiderea bruscă a unei valve de pe o conductă, unda de presiune propagându-se de-a lungul conductei.
Unda de presiune poate cauza probleme serioase, de la zgomot și vibrații ale țevii și echipamentelor la care este conectată până la avarierea lor. Atenuarea efectelor loviturii de berbec se poate face cu acumulatoare hidraulice (en), vase de expansiune (en), rezervoare cu suprafață liberă, supape de descărcare și alte dispozitive.
Calcule estimative se pot face pe baza ecuației Jukovski, iar mai precise prin metoda caracteristicilor (en).